# Razdólie (Tiumén)
|  | Per a altres significats, vegeu «Razdólie». |

Razdólie (en rus: Раздолье) és un poble de l'óblast de Tiumén, a Rússia, que en el cens del 2010 tenia 208 habitants.